# Европейская часть России
Европейская часть России (ЕЧР), или Европейская территория России (ЕТР), или Европейская Россия — западная часть территории России, географически относящаяся к Европе.

## История
Исторически население европейской части России состояло из славянских, финно-угорских, балтских и частично германских народов, проживавших в западной, центральной, северной и восточной частях Европейской России, а также тюрков и кавказцев, проживавших, в основном, на юге и юго-востоке европейской части России.
К IV в. до н. э. на территории причерноморья сформировались греческие колонии.
В IX веке нашей эры появился один из старейших древнерусских городов и один из старейших современных российских городов — Великий Новгород.
На окончание XIX столетия, в Российской империи Западной Европой обыкновенно называлась вся Европа к западу от границы Европейской России, за исключением Балканского полуострова.
По состоянию на 1 января 2023 года на территории Центрального (ЦФО), Северо-Западного (СЗФО), Южного (ЮФО), Северо-Кавказского (СКФО) и Приволжского (ПФО) федеральных округов проживало 109 638 632 человека, то есть около 74,87 % от общего населения РФ. По состоянию на 1 января 2021 года на территории Центрального (полностью), Северо-Западного (полностью), Южного (частично) и Приволжского (западнее Урала) федеральных округов проживало 90 064 248 человек, то есть около 61,6 % от общего населения РФ.
Современной границей ЕЧР являются восточное подножие Уральских гор, граница с Казахстаном, побережье Каспийского моря, реки Кума и Маныч, устье Дона, побережье Азовского моря и Керченский пролив, далее по границам Украины, Белоруссии, Латвии, Эстонии, Финляндии и Норвегии, Калининградская область граничит с Польшей и Литвой. В случае проведения границы на южном участке по Большому Кавказу она будет совпадать с государственной границей с Азербайджаном и Грузией.
В состав Европейской части России включаются принадлежащие ей острова и архипелаги в акваториях Балтийского, Каспийского (в части, относящейся к Калмыкии и Астраханской области), Белого и Баренцева морей, в том числе Земля Франца-Иосифа, Новая Земля и Вайгач.
Включает в себя Северо-Западный и Центральный федеральные округа, бо́льшую часть Приволжского и Южного федеральных округов, а также западные земли Уральского федерального округа. Обычно Европейская Россия рассматривается как один из трёх регионов России, наряду с Сибирью (включая Дальний Восток) и Северным Кавказом.
Проведение границы Европа-Азия по Кумо-Манычской впадине распространено преимущественно в европейской (в том числе в советской и российской) географической традиции, что исключает из европейской части весь Северный Кавказ; в Америке зачастую границу Европа-Азия усматривают по водоразделу Большого Кавказа, при таком подходе европейская часть России может включать в себя весь Северный Кавказ.

## География
Площадь около 3,9 млн км² (около 22 % территории России и около 35 % территории всей Европы) и в 7,2 раза больше Франции, как и намного больше любого другого европейского государства. Европейская часть России располагается на Восточно-Европейской (Русской) равнине. По размерам Европейская часть России лишь немного крупнее Якутии — крупнейшего региона России по площади.

## Субъекты федерации в европейской части России
Наиболее общепринятая версия границы Европа-Азия проходит от южной оконечности Байдарацкой губы (залива Карского моря), по нижнему и среднему течению реки Байдарата, по восточному подножию Уральских гор, далее на юг в направлении гор Мугоджары до российско-казахстанской границы; от Каспийского моря по нижнему течению реки Кумы, Кумо-Манычской впадине, от впадения Маныча в реку Дон, до устья Дона, по Азовскому морю и Керченскому проливу. Эта граница частей света не совпадает с административными границами, поэтому у целого ряда субъектов Российской Федерации имеются как европейские, так и азиатские части территории.
В приведённой ниже таблице перечислены те субъекты федерации, которые целиком располагаются в Европе либо бо́льшая часть территории которых располагается в Европе (такими трансконтинентальными субъектами являются Башкортостан, Оренбургская область, Калмыкия, Ростовская область).
У четырёх субъектов Российской Федерации бо́льшая часть их территории располагается в Азии к востоку от Уральского хребта, но они имеют небольшую часть в Европе, эти субъекты в нижеприведённую таблицу не включены: Ямало-Ненецкий и Ханты-Мансийский автономные округа Тюменской области (в Европе располагаются восточные склоны Урала), Свердловская область (в Европе располагается восточные склоны Урала, а также располагающиеся к западу от Уральского хребта Артинский городской округ, Ачитский городской округ, Нижнесергинский район, Красноуфимский округ и город Красноуфимск), Челябинская область (в Европе располагаются Ашинский район, Катав-Ивановский район, Усть-Катавский городской округ, Трёхгорный городской округ, Саткинский район, Златоустовский городской округ, Кусинский район, Миасский городской округ, Карабашский городской округ, Кыштымский городской округ, Нязепетровский район, Верхнеуфалейский городской округ, Снежинский городской округ, а также западные части Чебаркульского, Аргаяшского и Каслинского районов).
| Субъект федерации                                       | Административный центр | Площадь, тыс. км² | Население, тыс. чел. (на 1.1.2025) | Официальный портал                                                                                 |
| ------------------------------------------------------- | ---------------------- | ----------------- | ---------------------------------- | -------------------------------------------------------------------------------------------------- |
| Центральный федеральный округ (полностью)               |                        |                   |                                    | |
| Белгородская область                                    | Белгород               | 27,1              | 1482                               | правительство. Архивировано из оригинала 7 августа 2013 года. Белгородской области                 |
| Брянская область                                        | Брянск                 | 34,9              | 1132,8                             | правительство Брянской области                                                                     |
| Владимирская область                                    | Владимир               | 29,1              | 1297,9                             | администрация Владимирской области                                                                 |
| Воронежская область                                     | Воронеж                | 52,2              | 2260                               | администрация. Архивировано из оригинала 25 октября 2008 года. Воронежской области                 |
| Ивановская область                                      | Иваново                | 21,4              | 898,5                              | правительство. Архивировано из оригинала 28 сентября 2007 года. Ивановской области                 |
| Калужская область                                       | Калуга                 | 29,8              | 1066,6                             | органы государственной власти Калужской области                                                    |
| Костромская область                                     | Кострома               | 60,2              | 560,8                              | администрация. Архивировано из оригинала 1 февраля 2001 года. Костромской области                  |
| Курская область                                         | Курск                  | 30                | 1049,8                             | администрация. Архивировано из оригинала 15 декабря 2005 года. Курской области                     |
| Липецкая область                                        | Липецк                 | 24                | 1108,3                             | администрация Липецкой области                                                                     |
| Москва                                                  | Москва                 | 2,6               | 13 274,3                           | правительство города Москвы                                                                        |
| Московская область                                      | Москва                 | 44,3              | 8775,7                             | органы государственной власти. Архивировано из оригинала 26 сентября 2010 года. Московской области |
| Орловская область                                       | Орёл                   | 24,7              | 686,2                              | администрация. Архивировано из оригинала 22 августа 2008 года. Орловской области                   |
| Рязанская область                                       | Рязань                 | 39,6              | 1074,4                             | правительство. Архивировано из оригинала 29 апреля 2007 года. Рязанской области                    |
| Смоленская область                                      | Смоленск               | 49,8              | 857,1                              | администрация. Архивировано 30 апреля 2010 года. Смоленской области                                |
| Тамбовская область                                      | Тамбов                 | 34,5              | 946,7                              | администрация Тамбовской области                                                                   |
| Тверская область                                        | Тверь                  | 84,2              | 1190,6                             | администрация. Архивировано из оригинала 20 февраля 2011 года. Тверской области                    |
| Тульская область                                        | Тула                   | 25,7              | 1456,8                             | органов исполнительной власти Тульской области. Архивировано из оригинала 18 декабря 2008 года.    |
| Ярославская область                                     | Ярославль              | 36,2              | 1180,2                             | администрация Ярославской области                                                                  |
| Северо-Западный федеральный округ (полностью)           |                        |                   |                                    | |
| Архангельская область                                   | Архангельск            | 589,9             | 989,4                              | администрация Архангельской области                                                                |
| Вологодская область                                     | Вологда                | 144,5             | 1115,4                             | правительство. Архивировано из оригинала 6 мая 2011 года. Вологодской области (русская версия)     |
| Калининградская область                                 | Калининград            | 15,1              | 1032,9                             | |
| Республика Карелия                                      | Петрозаводск           | 180,5             | 519                                | |
| Республика Коми                                         | Сыктывкар              | 416,8             | 714,8                              | органы государственной власти Республики Коми                                                      |
| Ленинградская область                                   | Санкт-Петербург        | 83,9              | 2059,5                             | администрация Ленинградской области                                                                |
| Мурманская область                                      | Мурманск               | 144,9             | 651,4                              | правительство Мурманской области                                                                   |
| Новгородская область                                    | Новгород Великий       | 54,5              | 567                                | администрация. Архивировано из оригинала 20 апреля 1999 года. Новгородской области                 |
| Псковская область                                       | Псков                  | 55,4              | 574,5                              | органы государственной власти Псковской области                                                    |
| Санкт-Петербург                                         | Санкт-Петербург        | 1,4               | 5652,9                             | администрация Санкт-Петербурга                                                                     |
| Ненецкий автономный округ (часть Архангельской области) | Нарьян-Мар             | 176,8             | 41,9                               | администрация. Архивировано из оригинала 1 декабря 2009 года. Ненецкого автономного округа         |
| Южный федеральный округ                                 |                        |                   |                                    | |
| Астраханская область                                    | Астрахань              | 49                | 946,6                              | администрация Астраханской области                                                                 |
| Волгоградская область                                   | Волгоград              | 112,9             | 2434                               | правительство Волгоградской области                                                                |
| Республика Калмыкия                                     | Элиста                 | 74,7              | 267,6                              | правительство. Архивировано из оригинала 21 марта 2007 года. Республики Калмыкия                   |
| Ростовская область                                      | Ростов-на-Дону         | 101               | 4137,3                             | администрация Ростовской области                                                                   |
| Республика Крым                                         | Симферополь            | 26,08             | 1902,2                             | правительство. Архивировано из оригинала 17 августа 2014 года. Республики Крым                     |
| Севастополь                                             | Севастополь            | 0,86              | 558,3                              | правительство Севастополя                                                                          |
| Приволжский федеральный округ (западнее Урала)          |                        |                   |                                    | |
| Республика Башкортостан                                 | Уфа                    | 142,9             | 4042,4                             | администрация Башкортостана                                                                        |
| Кировская область                                       | Киров                  | 120,4             | 1120,4                             | правительство Кировской области                                                                    |
| Республика Марий Эл                                     | Йошкар-Ола             | 23,4              | 666,2                              | правительство. Архивировано из оригинала 10 декабря 2014 года. Республики Марий Эл                 |
| Республика Мордовия                                     | Саранск                | 26,1              | 758,9                              | органы государственной власти. Архивировано из оригинала 3 июля 2007 года. Республики Мордовия     |
| Нижегородская область                                   | Нижний Новгород        | 76,6              | 3039,4                             | правительство. Архивировано из оригинала 30 ноября 2002 года. Нижегородской области                |
| Оренбургская область                                    | Оренбург               | 123,7             | 1816,9                             | правительство Оренбургской области                                                                 |
| Пензенская область                                      | Пенза                  | 43,4              | 1226,9                             | правительство. Архивировано из оригинала 10 декабря 2006 года. Пензенской области                  |
| Пермский край                                           | Пермь                  | 160,2             | 2483,6                             | правительство Пермского края                                                                       |
| Самарская область                                       | Самара                 | 53,6              | 3112,6                             | правительство. Архивировано из оригинала 12 февраля 2005 года. Самарской области                   |
| Саратовская область                                     | Саратов                | 101,2             | 2369,4                             | правительство Саратовской области                                                                  |
| Республика Татарстан                                    | Казань                 | 67,8              | 4019,6                             | администрация. Архивировано из оригинала 28 октября 2003 года. Татарстана                          |
| Удмуртская Республика                                   | Ижевск                 | 42,1              | 1427,3                             | администрация президента и правительства Удмуртии                                                  |
| Ульяновская область                                     | Ульяновск              | 37,2              | 1165,3                             | губернатор и правительство Ульяновской области                                                     |
| Чувашская Республика                                    | Чебоксары              | 18,3              | 1159,8                             | органы государственной власти Чувашии                                                              |

В случае проведения границы Европа-Азия по Кумо-Манычской впадине целиком располагаются в Азии; в случае проведения границы Европы и Азии по Большому Кавказу целиком расположены в Европе следующие субъекты:
Южный федеральный округ
- Республика Адыгея
- Краснодарский край (за исключением причерноморской полосы: Сочи, Туапсе, Геленджика, Новороссийска, Анапы)

Северо-Кавказский федеральный округ
- Республика Дагестан
- Республика Ингушетия
- Кабардино-Балкарская Республика
- Карачаево-Черкесская Республика
- Республика Северная Осетия — Алания
- Ставропольский край
- Чеченская Республика

## Население
Население европейской части России составляет 78,8 млн, 55 % от общего, в среднем 27 чел/км² (на 2003 год), 23 чел/км² по состоянию на 2010 год.
К коренным народам европейской части России относятся:
| №  | Национальность           | Самоназвания и в том числе | Численность чел. |
| -- | ------------------------ | --- | ---------------- |
| 1  | Русские                  | затундренные крестьяне, индигирщики, каменщики, карымы, кержаки, колымские, колымчане, ленские старожилы, мезенцы, обские старожилы, походчане, русско-устьинцы, семейские, якутяне, сибиряки, ямские; казаки, поморы | 115 889 107      |
| 2  | Татары                   | казанлы, казанские татары, каринские (нукратские татары, касимовские татары, мещеряки, мишари, мишэр, татар, тептяри с языком татарским, тептяри-татары); кряшены, сибирские татары, астраханские татары              | 5 554 601        |
| 3  | Украинцы                 | буковинцы, верховинцы, гуцулы, казаки-украинцы | 2 942 961        |
| 4  | Башкиры                  | башкорт, башкурт, башгирд, казаки с языком башкирским, тептяри-башкиры, тептяри с языком башкирским, мишари-башкиры                                                                                                   | 1 873 389        |
| 5  | Чуваши                   | вирьял, мижерь, анатри, чаваш | 1 637 094        |
| 6  | Мордва                   | каратаи, мордвины, мордовцы; мордва-мокша, мордва-эрзя | 843 350          |
| 7  | Удмурты                  | вотяки, одморт, одмурт, удморт, укморт, урморт, уртморт | 636 906          |
| 8  | Марийцы                  | мар, мари, марий, черемисы; горные марийцы, лугово-восточные марийцы | 604 298          |
| 9  | Коми                     | зыряне, коми войтыр, коми-зыряне, коми йоз, коми морт; коми-ижемцы | 293 406          |
| 10 | Коми-пермяки             | коми с языком коми-пермяцким, коми морт с языком коми-пермяцким, коми отир, пермяки | 125 235          |
| 11 | Карелы                   | карьяла, карьялайзет, карьялани, лаппи, ливвикёй, ливвики, ливгиляйне, людики, лююдикёй, лююдилайне с языком карельским                                                                                               | 93 344           |
| 12 | Мордва-эрзя              | терюхане, эрзя | 84 407           |
| 13 | Лугово-восточные марийцы | ветлужские марийцы, восточные (уральские марийцы, вутла мари, кожла марий, лесные марийцы, луговые марийцы, олык марий)                                                                                               | 56 119           |
| 14 | Мордва-мокша             | мокша | 49 624           |
| 15 | Кряшены                  | крещённые, крещенцы, крещёные татары | 24 668           |
| 16 | Горные марийцы           | курык марий | 18 515           |
| 17 | Коми-ижемцы              | ижемцы, изьватас | 15 607           |
| 18 | Астраханские татары      | алабугатские татары, юртовские татары | 2 003            |
| 19 | Саамы                    | лопари, саами | 1 991            |
| 20 | Ижорцы                   | ижора, изури, ингры, карьяляйн | 327              |
| 21 | Финны-ингерманландцы     | ингерманландцы, инкерилайнен | 314              |
| 22 | Водь                     | вадьяко | 73               |